# Clemens Denhardt
Clemens Andreas Denhardt (Zeitz, Sajonia-Anhalt, 3 de agosto de 1852 -  Bad Sulza, 7 de junio de 1928) fue un explorador y recolector de plantas alemán.

## Biografía

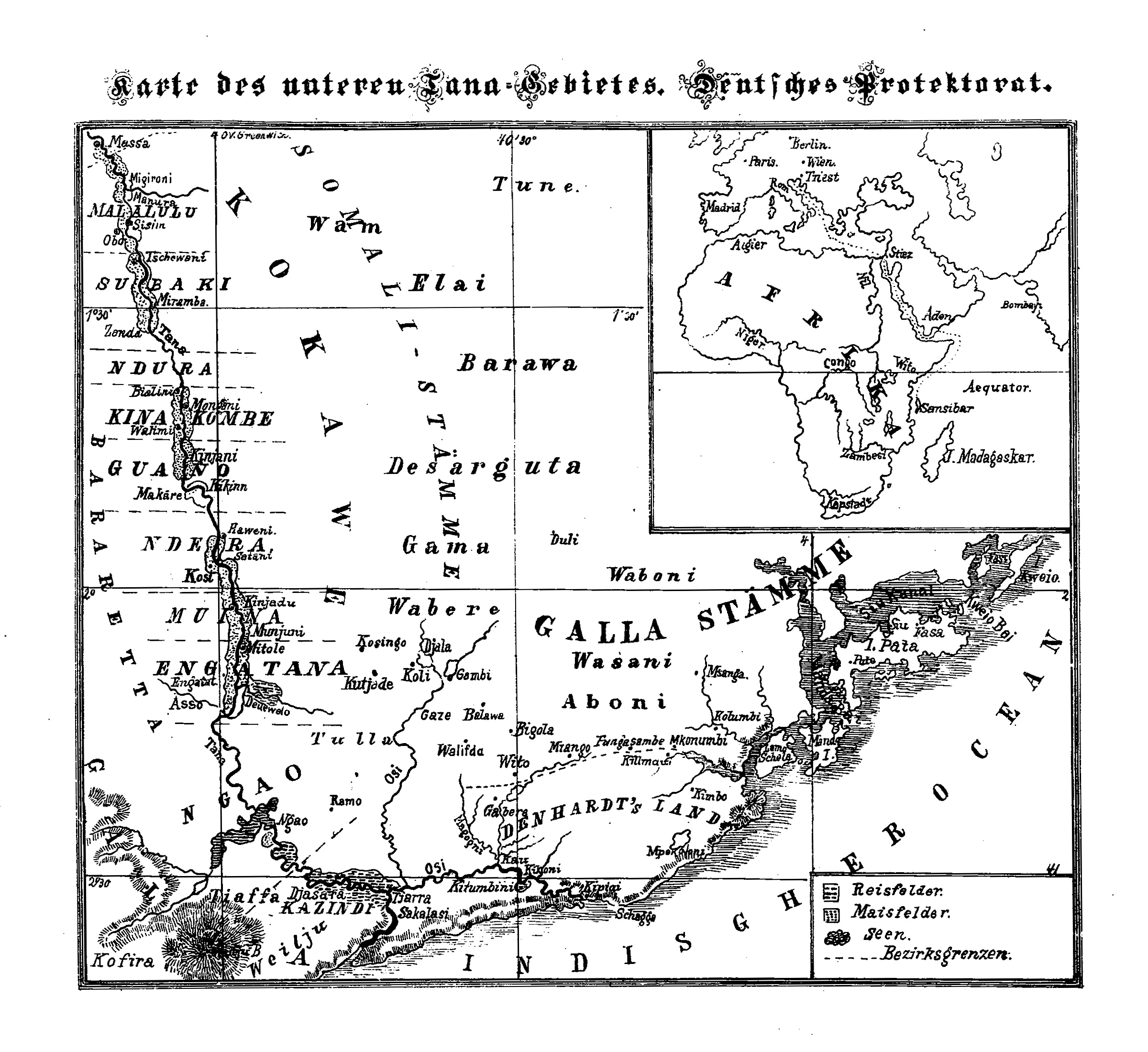
Mapa del bajo Tana con la etiqueta Tierra de Denhardt cerca de Witu

Con su hermano Gustav (1856-1917) y el médico y explorador Gustav Fischer, exploró en 1878 la región del río Tana, al norte del sultanato de Zanzíbar, con la intención de estudiar sus recursos para el comercio alemán. 
En 1884, realizó una segunda expedición al África Oriental, que se extendió desde la isla de Lamu hasta Vitu, donde llegaron en marzo de 1885. Negociaron un tratado con Ahmed ibn Fumo Bakari, el primer mfalme (palabra suajili para sultán o rey) de Witu, que tenía la intención de firmar un tratado de cooperación con los alemanes para protegerse de las ambiciones territoriales de sus vecinos. Se cedieron 25 millas cuadradas de territorio a la Compañía de Tana, propiedad de los hermanos Denhardt, y el resto del sultanato se convirtió en el protectorado alemán de Witulandia (Deutsch-Witu) en mayo de 1885. Parte del territorio adquirido por Denhardt fue trasladado posteriormente a la sociedad colonial alemana Deutsche Witugesellschaft.
En 1890, todos los derechos de ese territorio fueron cedidos por Alemania al Imperio británico de acuerdo al Tratado de Heligoland-Zanzíbar, pasando la región a ser un protectorado británico, anexionándose Witulandia al África Oriental Británica, a pesar de las protestas de los habitantes del territorio que deseaban permanecer bajo protección alemana. La compensación del gobierno alemán a los hermanos fue una indemnización de 150.000 marcos de oro alemanes.
En 1883 fue publicado un importante trabajo de Clemens Denhardt Mitteilungen des Vereins für Erdkunde, en Leipzig, con el título de Anleitung zu geographischen Arbeiten bei Forschungsreisen [Guía de trabajo en exploraciones geográficas].